# Ar-Ruhajba
Ar-Ruhajba (arab. الرحيبة) – miasto w Syrii, w muhafazie Damaszek. W 2004 roku liczyło 30 450 mieszkańców.